# Швехат
Шве́хат (нем. Schwechat) — город в Австрии, в федеральной земле Нижняя Австрия. Наиболее известен благодаря размещённому в нём Венскому международному аэропорту, а также местной марке пива, одноимённой с городом.

## География
Расположен в юго-восточных предместьях австрийской столицы Вены и непосредственно примыкает к ней. Через центр города протекает река Швехат, давшая ему название, и впадает на западе в Дунай. Прилегающие к Дунаю области на северо-западе города не застроены, часть их относится к национальному парку Донау-Ауэн. Город разделен на четыре района, называемых кадастровыми общинами (Katastralgemeinde): Кледеринг (Kledering), Маннсвёрт (Mannswörth), Раннерсдорф (Rannersdorf) и Швехат (Schwechat).
Город занимает площадь 44,7 км². Его центр имеет высоту 162 м над уровнем моря.

## Демография
По результатам переписи населения в 2018 году численность населения города составила 18 026 человек, плотность населения — 403 человека на км².

## Экономика
В городе расположен нефтеперерабатывающий завод компании OMV.

## История
Во времена Римской империи на территории современного Швехата располагалось поселение Ала Нова (лат. Ala Nova).
Населённый пункт Швехат был впервые упомянут в документе 1334 года.
В 1724 году основана текстильная фабрика. Швехат очень существенно выиграл от австрийской волны индустриализации XIX века. Многие компании, основанные в то время, до сих пор существуют (к примеру, пивоваренные).
В 1848 г. здесь состоялась битва в ходе Венгерской войны.
Швехат получил статус города в 1924 году. В 1938 году был включен в состав Вены в качестве района, но восстановил свой статус отдельного города в 1954 году. Был включен в советскую зону оккупации.

## Достопримечательности
- Железнодорожный музей Швехат